# Timezrit (Boumerdès)
Pour les articles homonymes, voir Timezrit.
Timezrit (تيمزريت en arabe, Timezrit en kabyle, transcrit ⵜⵉⵎⵥⵕⵉⵜ en Tifinagh ; Timezrit pendant la colonisation française) est une commune de la wilaya de Boumerdès, dans la daïra d'Isser, en Algérie.

## Géographie
Elle se trouve à 17 km du Chef-lieu de la Daira d'Issers et environ trentaine de kilomètres de la ville de Boumerdès.
| Issers                                                   | Issers, Bordj Menaïel, Naciria | Naciria                                 |
| Chabet el Ameur, Issers                                  | Timezrit                       | Aït Yahia Moussa (Wilaya de Tizi Ouzou) |
| Chabet el Ameur, Aït Yahia Moussa (Wilaya de Tizi Ouzou) | M'Kira (Wilaya de Tizi Ouzou)  | Aït Yahia Moussa (Wilaya de Tizi Ouzou) |

Le mont de Timezrit culmine à 892 m au-dessus du niveau de la mer ; la commune de Timezrit est créée à la suite du découpage administratif de 1984 appelée autrefois LHED ou Douar Rouafaa.
Sa situation géographique (proximité avec le célèbre Sidi Ali Bounab) et sa topographie ont fait d'elle un axe important de transit des moujahidine de la wilaya III historique.
Plusieurs villages sont rattachés à Timezrit :
- Afir iwa3zunnen ;
- Tursal ;
- At Zian ;
- Ighil Larb3a ;
- Izraraten ;
- Iheddadhen
- Ighir
- Ibberahen
- Taggadhla
- Ighil Umaghdhir
- At Dahman
- Ijem3aten
- Iwa3zzunen (ou Ibouazunnen)
- At Sidi Amara ;
- At u 3amuch;
- Igharbiyen.

## Histoire
Timezrit a été très touchée par le terrorisme, toutes les infrastructures ont été détruites (Mairie, dispensaire...).

## Services publics
On y trouve deux CEM, et plusieurs écoles primaires, un stade qui domine le village. il y a également un marché qui se tient deux fois par semaine et de nombreux cafés.